# El Corte Inglés
El Corte Inglés (che in spagnolo significa "Il Sarto Inglese") è una catena di grandi magazzini spagnola, fondata nel 1940 ha sede a Madrid. 
Per volume di affari è al primo posto in Europa e al quarto posto nel mondo.
Oltre che in Spagna, dove è presente, attraverso le sue insegne, in tutte le comunità autonome, esistono due punti vendita con l'insegna principale in Portogallo aperti nel 2001 e 2006. Le uniche attività extra-iberiche sono alcuni negozi Sfera, centri acquisti (a Milano vi è una s.p.a. attiva dal 1996) e agenzie di viaggi, che sono l'attività estera più importante, con buona diffusione specialmente in Francia.
Fanno capo all'azienda diversi altri marchi, tra cui Hipercor. Con Telecor, che si occupa di telefonia, aveva progettato di diventare operatore virtuale di rete mobile (Sweno, appoggiandosi alla rete Movistar), ma tale piano è stato rinviato.
Ha patrocinato, con altre aziende e non senza polemiche, la GMG 2011.

## Storia

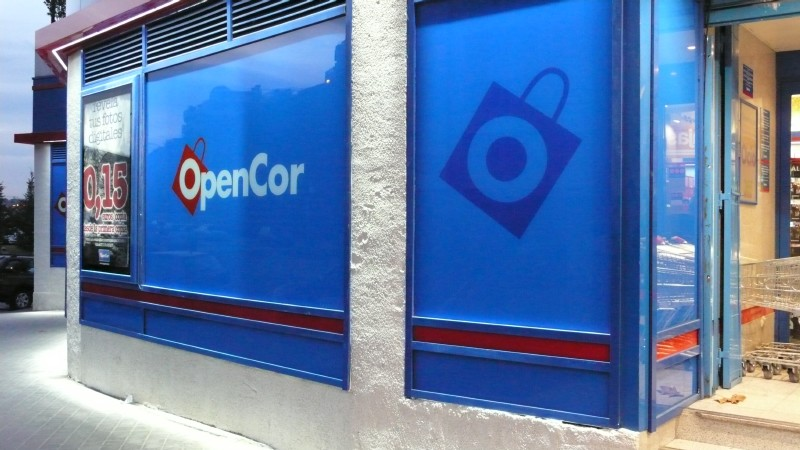
Un supermercato Opencor ad Aravaca, quartiere di Madrid.

Il nome è quello di una piccola sartoria di abbigliamento per bambini fondata nel 1890 a Madrid, dove lavoravano sette dipendenti. Essa fu acquisita nel 1934 da Ramón Areces Rodríguez, che cominciò l'espansione dell'azienda alla fine della guerra civile spagnola. In particolare, i negozi con tale insegna col tempo diversificarono le loro attività: dall'abbigliamento a tutto quanto può servire nella vita di una persona (alimentari, elettronica, viaggi, assicurazioni, automobili...).
Tale diversificazione ha così portato alla creazione di altre insegne che fanno capo a quella principale.
Dal 1989 guida l'azienda Isidoro Álvarez, nipote di Rodríguez. Sei anni dopo, l'azienda acquistò le rivali Galerias Preciados, indebitate.
Nonostante il grande volume d'affari, El Corte Inglés non è quotata in Borsa.

### Inizi
El Corte Inglés era un piccolo negozio in calle Preciados a Madrid (Spagna), all'angolo di calle Carmen e calle Rompelanzase, dedicato alla sartoria e all'abbigliamento per bambini che era stata fondata nel 1890 e godeva di un certo prestigio. L'immobile, e il negozio, che era al suo piano terra, erano dal 1930 di proprietà di Julian Centenera Gordo.
La situazione dell'immobile cambiò improvvisamente grazie all'interesse di Pepín Fernández (costruttore e imprenditore), che volle ampliare il proprio negozio che aveva inaugurato nel 1934 (data del suo ritorno in Spagna da Cuba), all'associazione di lavoratori dei Nuovi Tendaggi, e all'immissione di capitale di suo cugino César Rodríguez González. Quest'ultimo aveva rinominato l'immobile Sederías Carretas (it: Carretti di seta) con l'obiettivo di porla in calle Carretas 6. L'idea che aveva in mente era quella di andare a comprare tutte le proprietà di quell'isolato per erigere un edificio nuovo di zecca che ospitasse il suo stabilimento; ci riuscì, e gli diede il nome di Galerías Preciados.
César Rodríguez (il cugino) aveva chiesto a Pepín Fernández di assumere nel Sederías Carretas suo nipote Ramón Areces che era appena tornato in Spagna da Cuba e, al suo rifiuto di assumerlo, gli chiese che almeno lo potesse utilizzare nel negozio El Corte Inglés (situato al pian terreno del suolo edificabile che pensava di acquistare) mentre concludeva l'acquisto del resto dell'isolato e procedeva alla demolizione e costruzione del nuovo centro commerciale che aveva in mente.
Pepín Fernández, che come Ramón Areces si era formato con César Rodríguez nei Magazzini El Encanto di L'Avana, accettò quest'ultima richiesta del cugino, e così il 23 dicembre 1935 cedette il negozio a nome di César Rodríguez e, più tardi, il 25 gennaio 1936, ad acquistare tutta la proprietà per la Sederías Carretas. Dopo essere stata ceduta da César Rodríguez la Sartoria, la mise sotto la guida di Ramón Areces che sarà il responsabile della sua gestione da quel momento fino alla sua morte, tenendo l'attività nel corso di questo anno difficile e nei tre anni della Guerra Civile Spagnola successivamente.

### Costituzione della società
Dopo il conflitto militare, nel 1939, e dinanzi alla necessità del Sederías Carretas di avere suolo edificabile (dove in seguito sarebbe stato edificato il primo edificio delle Galerías Preciados) El Corte Inglés si trasferì nel giugno 1940 a calle Preciados 3 all'angolo di calle Tetuán, dove si trovavano i Magazzini El Águila, e si costituì come società a responsabilità limitata, con un capitale di un milione di pesetas sottoscritto in parti uguali fra César Rodríguez, che diventò il primo Presidente di El Corte Inglés S.L., e Ramón Areces, quest'ultimo fornendo la sua parte di capitale attraverso un prestito che favorì il primo. Poi, nei successivi incrementi di capitale sarà César quello che otterrà la maggioranza azionaria, anche se era Ramón il responsabile della strategia commerciale e dell'attività quotidiana, ed era il suo impulso quello che produceva la costante espansione e la crescita degli affari in quegli anni difficili.
Tra il 1945 e 1946, dopo aver acquisito la maggior parte del fabbricato e realizzato tale riforma delle cariche aziendali, l'area commerciale raggiunse i 2000 m² su cinque piani e prese avvio la struttura di vendita per reparti, ispirandosi alle già esistenti Galerías Preciados fondate nel 1943.
La crescita della società continuò talmente tanto, che nel 1952, oltre ad avere acquisito quasi tutto l'edificio che occupava, diventò società per azioni (S.P.A., in spagnolo S.A.), nella quale César Rodríguez continuò ad essere il Presidente e il principale azionista (o azionista di maggioranza), carica che mantenne fino alla morte nel 1966. Dopo questo evento, Ramón Areces, che precedentemente era stato Amministratore delegato della società, passò a svolgere il ruolo di Presidente e diventò il maggior azionista della società.

### Concorrenza ed espansione nazionale
Fu la concorrenza tra El Corte Inglés e le Galerías Preciados, a partire dagli anni cinquanta e sessanta, che produrrà una rivoluzione nel mercato spagnolo di vendita al dettaglio, introducendo i saldi stagionali (Saldi di gennaio), le campagne pubblicitarie, l'aria condizionata nel negozio, l'uso massiccio della pubblicità, l'introduzione della vetrinistica su larga scala, le carte di credito per gli acquisti, l'informatizzazione del punto vendita, eccetera.
L'espansione di El Corte Inglés cominciò nel 1962 con l'apertura del suo secondo centro commerciale, con sede a Barcellona, e continuò con l'apertura di nuovi centri, anche se nel tempo diversificatisi in diversi formati come è stato per Hipercor (secondo tipo di espansione dell'area di vendita al dettaglio), la cui introduzione si svolse a Siviglia nel 1980.
Nel 1969 iniziò ad espandersi in altri settori al di là della vendita al dettaglio con la creazione di Viajes El Corte Inglés (in Italia: Viaggi El Corte Inglés) e proseguì su questo settore di espansione nel 1980 con la costituzione di Investrónica e nel 1986 con la creazione di Informática El Corte Inglés.
Come si può notare l'espansione di El Corte Inglés fino agli anni ottanta risultò lenta rispetto a quella delle Galerías Preciados. Questo a causa della politica imposta da Ramón Areces di fare a meno il più possibile dei finanziamenti esterni ed espandersi solo attraverso l'autofinanziamento. Alla morte di Ramón Areces nel 1989, assunse l'incarico della presidenza suo nipote Isidoro Álvarez Álvarez, che continuò il processo di espansione, sempre mediante l'autofinanziamento, l'opacità della gestione e la prudenza nell'investimento.
Dalla metà degli anni novanta l'espansione nazionale si intensificò attraverso l'acquisizione nel 1995 del suo eterno rivale Galerías Preciados che erano andate a finire in bancarotta dopo una profonda crisi che iniziò con un'escalation di indebitamento della società che aveva spinto il suo principale creditore, il Banco Urquijo, a prendere nel 1979 il controllo della gestione. L'indebitamento continuò lo stesso, anche dopo l'esproprio e la successiva privatizzazione nel 1983 da parte del Grupo Rumasa il quale aveva acquisito le Galerías Preciados nel 1981.
Anche l'espansione nel formato delle piccole e medie aree era in ritardo ed è cominciata solo con un accordo con la Repsol nel 1998 attraverso il quale El Corte Inglés ha iniziato a creare dei Minimarket nelle stazioni di servizio della Repsol, chiamandoli in un primo momento Repsol-Supercor e più tardi, nel 2008, Repsol-Opencor per identificarli con il nome della catena di minimarket (che non si incontrano in una stazione di servizio) creati nel 2000 con il nome di Opencor.
Nel 2000 ha creato anche il formato di supermercato nelle vicinanze, Supercor. Infine nel 2001 appare Sfera dedicato alla vendita al dettaglio di capi di moda di grande consumo. Nel modello delle grandi aree della vendita al dettaglio, la terza e ultima viene effettuata con la creazione nel 2006 di Bricor per la vendita di decorazioni e bricolage.

### Internazionalizzazione e acquisizioni
L'espansione internazionale iniziò nel 1983 con l'acquisizione negli Stati Uniti di The Harris Company, una catena di grandi magazzini di superficie media. Il successo non fu quello previsto e nel 1998, mediante un accordo con Gottschalks Inc., quest'ultimo assorbì The Harris Company in cambio della cessione a El Corte Inglés del 16% della sua partecipazione. Questa espansione negli Stati Uniti alla fine si mostra fallimentare all'indomani della dichiarazione di bancarotta di Gottschalks nel gennaio 2009. Questo ha portato ad una maggiore cautela nell'espansione internazionale di El Corte Inglés che si ripete solo nella forma di grandi aree di vendita al dettaglio in Portogallo nel 2001 e si limita molto nel formato della piccola e media superficie di vendita al dettaglio con Sfera come unico progetto e preferibilmente attraverso una rete di franchising al di fuori di Spagna e Portogallo.
Nel 2001, El Corte Inglés inoltre conquista cinque ipermercati dai quali ha dovuto staccare Carrefour per portare a termine la fusione di Pryca con Continente. Quello stesso anno, El Corte Inglés acquista tutti i centri commerciali della grande catena britannica Marks & Spencer che aveva in Spagna (nove centri commerciali in totale) a causa del loro abbandono del mercato spagnolo (pur mantenendo i centri commerciali nelle isole Canarie) per concentrarsi nel suo mercato originario, quello inglese.

## Azienda

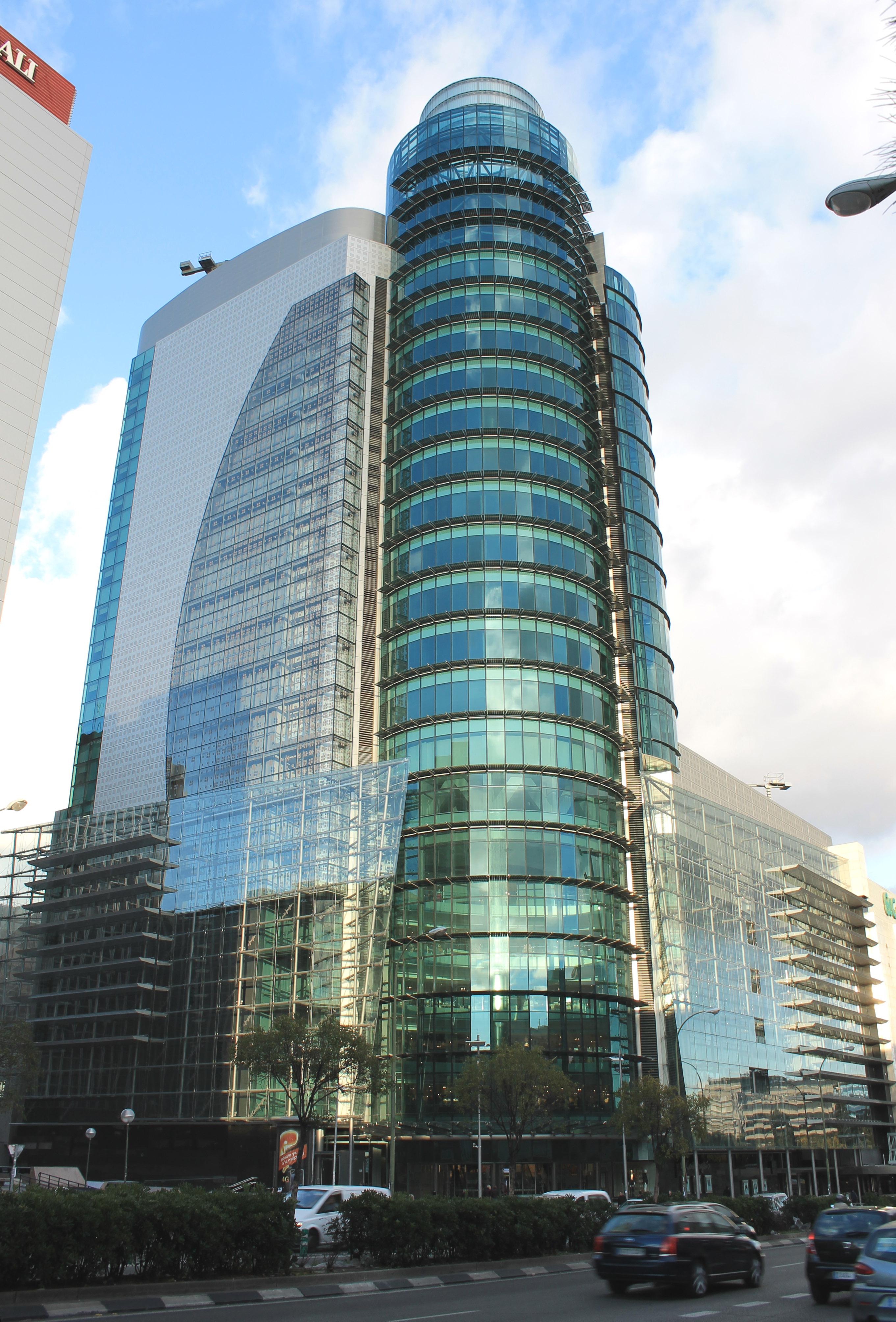
La nuova El Corte Inglés della Torre Titania di Madrid.

El Corte Inglés S.A. è un'azienda a conduzione familiare essendo i suoi azionisti più o meno parenti di Ramón Areces.
Nonostante la sua opacità aziendale è ben noto che la quota di maggioranza è detenuta dalla Fondazione Ramón Areces (per eredità del suo fondatore) che possiede più della metà delle azioni. Isidoro Álvarez controlla questa quota come presidente della Fondazione (da sommarsi con le sue azioni che sarebbero il 15%) e potrebbe raggiungere quasi una quota azionaria del 70%.
Un 10% sarebbe nelle mani di Luis, fratello di Ramón Areces, attraverso la Corporación Ceslar.
Invece, circa il 3% sarebbe diviso in parti uguali tra i quattro fratelli che acquisirono la quota azionaria per eredità e la liquidazione della Società di Investimenti Trust. Nel 1999 la liquidarono e ripartirono il tutto in parti uguali. Più tardi, dopo un lungo conflitto giudiziario, vendettero le loro quote a El Corte Inglés.
Ingondel S.L., una società di gestione aziendale connessa con i discendenti di César Rodríguez, attraverso la sua sorella Narcisa, deterrebbe il 9% avendo El Corte Inglés acquisito tutta la società nel 2009.
Un 4% sarebbe di proprietà del Gruppo Mancor S.L. costituita anch'essa dai discendenti di César Rodríguez attraverso la sorella María.
Circa il 3% viene detenuto dagli altri membri del Consiglio e il resto si ripartisce tra il gruppo ed i 3.000 manager e dirigenti dell'impresa stessa. L'azienda vuole che i suoi azionisti siano sempre lavoratori al tempo stesso di questa e quindi ci sono limitazioni sul trasferimento di azioni.
I risultati del gruppo consolidato nel 2010 raggiungono un importo netto di 16.413,42 milioni di euro, con un utile netto di 319,32 milioni di euro e un bilancio lordo (EBITDA) pari a 1.017,66 milioni di euro.

### Il gruppo di marchi correlati all'azienda
Il Business Group è suddiviso nelle seguenti aree di attività, che sono in genere configurati come società mercantile la cui partecipazione è totalmente o a larga maggioranza di El Corte Ingles SA:
El Corte Ingles SA, la società madre. La sua attività è il classico della società fin dalla sua nascita, cioè la distribuzione attraverso grandi magazzini. Anche se nel 2010 ha visto una graduale diminuzione, la percentuale di partecipazione ai ricavi del Gruppo ha raggiunto il 59% dei ricavi totali e circa il 63,7% dell'utile netto. El Corte Ingles dispone di 81 centri, 79 in Spagna e 2 in Portogallo. 25
Hipercor. Grande area utilizzata per la distribuzione di potenza e Bazaar. Nasce dalla penetrazione capitale francese nel settore alimentare al dettaglio in aree di grandi dimensioni durante gli anni Ottanta attraverso Alcampo, Pryca e Continente; gli ultimi due si sono poi fusi sotto il marchio Carrefour. Al 28 febbraio 2010 Hipercor dispone di 38 centri in Spagna. 25
Bricor . Ampia area dedicata alla distribuzione di decorazione e fai da te. Creato in risposta alla concentrazione del settore del Groupe Adeo, che è stata formata dal gruppo Auchan, proprietario di Alcampo tra gli altri, e possiede i marchi in Spagna Leroy Merlin, Aki e BRICOMART . Ha cinque centri in Spagna. 25
Supercor . Medio formato zona supermercato di prossimità. Emerge per competere con le catene di approvvigionamento vicino alla sua concentrazione negli anni novanta come tale Caprabo, Eroski e Mercadona principalmente, anche se non esclude alcune catene formati DIA e Sabeco pertenencientes ultimi gruppi, rispettivamente, Carrefour e Auchan. Supercor mantenuto 88 centri in Spagna nel corso del 2010. 25
Opencor . Convenience store in aree sotto 500m². Nuovo modello con orario prolungato in ambienti urbani, in assenza di questo modulo e le esperienze di successo. Opencor dispone di 187 centri in Spagna. 25
Sfera . Negozi di abbigliamento giovane e accessori sotto forma di medie e piccole dimensioni con 71 centri in Spagna e Portogallo situato nei 3 25 affiliati e quelli situati in Arabia Saudita, Bahrein, Belgio, Egitto, Grecia, Kuwait e Messico. Creato in risposta ad altri concetti del tipo scandinavo di H & M o la spagnola Mango, Zara e Springfield, questi ultimi due gruppi di Inditex e Cortefiel rispettivamente.
Óptica2000 . Si tratta di piccole aree di distribuzione di componenti ottici e dell'udito. Dispone di 108 centri in Spagna e 2 in Portogallo, di solito nello spazio centrale della Corte inglese. 25
In tecnologie dell'informazione e della comunicazione ha due marchi in ordine di apparizione sono i seguenti:
Informatica El Corte Ingles (IECISA). Dedicato a servizi di consulenza, sviluppo software e IT a valore aggiunto.
Telecor . Commercializzazione di servizi di telecomunicazioni ai consumatori e alle imprese. Con 260 punti vendita di cui 126 sono punti vendita e il resto si trovano in reti del gruppo e gli uffici postali. 25
Nel settore dei servizi il gruppo El Corte Ingles è rappresentata da:
Grupo Viajes El Corte Ingles . Madre di un gruppo di aziende dedicate al turismo dal punto di vista all'ingrosso e al dettaglio. In qualità di agenzia di viaggi ha 587 uffici in tutto il mondo da cui 512 sono in Spagna e 75 all'estero. 25
Insurance Group. Dedicato a fianco per il brokeraggio assicurativo e mediazione finanziaria e immobiliare Assicurazioni e Centro Servizi aperti al pubblico gli uffici a El Corte Inglés, e in secondo luogo, con El Corte Ingles Seguros SA e assicurazioni sulla vita incidenti come gestore di fondi pensione e fondi attivi in Spagna e Portogallo. e
Infine Financiera El Corte Inglés SA e società di finanziamento di acquisizione di clienti e distributori della carta di acquisto El Corte Ingles. Con una presenza in Spagna e Portogallo.
Altre voci importanti sono:
Come strumentali o ausiliari principali compagnie d'affari coinvolto al 100% se non diversamente specificato:
E Apparel Industries SA (Induyco) integrata nel Gruppo nel 2010
Ason Lease Real Estate SL
Costruzione, SA Promozioni e Servizi
Editoriale Centro de Estudios Ramón Areces SA
Operatori SA Tourmundial
Parinver SA (75,83%).
Come quote di minoranza in altre imprese:
50% Punto di Vendita di gestione SA (Gespevesa) che gestisce i negozi in Opencor Repsol stazioni di servizio
50% a Sephora Cosmetics Spain SL
6,15% Euroforum Escorial SA
4,36% a Madrid Theme Park SA
1,7% nel IAG.

## Struttura e modello di affari
Il modello di affari de El Corte Inglés, così come quello di Galerías Preciados a suo tempo, nasce dal trapianto del modello di grande magazzino americano al mercato spagnolo in un'epoca in cui la Spagna si riscatta dall'isolamento commerciale e dall'autarchia economica.
In questo modo il modello di affari è quello di un negozio dove comprare di tutto, da cui deriva il motto "Il negozio per ogni tua spesa", poiché offre una gran varietà di articoli di qualsiasi qualità al fine di attirare ogni categoria di potenziale cliente, una certa specializzazione dato che si divide in reparti, una serie di servizi aggiuntivi (Servizio a domicilio, liste nozze, sartoria su misura inclusa nel prezzo, ecc) e la garanzia di qualità e soddisfazione del cliente mediante la restituzione dell'importo pagato secondo la formula "Soddisfatto o rimborsato".
Il precedente modello si basa sull'attività dei seguenti elementi:

### Clienti
Il modello di vendita sopracitato è valido tutt'oggi e nel suo documento di responsabilità sociale imprenditoriale è segnalato che i cinque pilastri di compromesso col il cliente sono: qualità, servizio, assortimento, specializzazione e garanzia.
Questi cinque pilastri hanno contribuito alla fiducia dei clienti a tal punto che nel 2011 i centri ricevettero 630 milioni di visite.
El Corte Inglés vende i suoi prodotti a costi più elevati di quelli dei suoi rivali, ma cerca di compensare questo inconveniente attraverso offerte, pubblicità e un ampio programma di finanziamento automatico per l'acquisto dei suoi articoli.
Nel reparto alimentari El Corte Inglés ha lanciato Aliada, una private label di prodotti di prima necessità.
La tessera soci de El Corte Inglés, introdotta nel 1968, è tra le più diffuse tra gli spagnoli. Si calcola che nel 2012 fossero attive più di 10,5 milioni di tessere. La tessera funziona automaticamente come una carta di credito e l'importo viene addebitato in un'unica soluzione il mese successivo all'acquisto. In alternativa, il titolare della tessera può optare al pagamento in tre rate mensili o a l'estensione fino a 36 rate mensili con tassi di interesse molto bassi. Inoltre, ha diritto a almeno due ore di parcheggio gratuito nei centri commerciali El Corte Inglés che lo prevedono e la possibilità di comprare qualsiasi prodotto in vendita negli stabilimenti della catena. Dal 2006 le tessere permettono comprare anche nelle stazioni di servizio del gruppo Repsol.

## Italia

### Presenza ed espansione
Ad agosto 2006 l'azienda decise un importante piano di espansione, puntando al vecchio continente e annunciò lo sbarco in Italia (dove aveva puntato gli occhi dal 2005): un primo passo in tal senso è stata l'apertura di due agenzie di viaggi (a Roma a febbraio 2007, a Milano un anno dopo) ma la crisi fermò tale progetto.
Tra la fine del 2012 e l'inizio del 2013 ripresero le ricerche dell'azienda che la portarono ad avere contatti per il palazzo del Credito Italiano, sito in pieno centro a Milano, per la prevista apertura di un primo grande magazzino ma il piano non andò in porto.

## Spagna e Portogallo

### Presenza geografica dei negozi El Corte Inglés
Nel 2022 i negozi El Corte Inglés erano distribuiti come segue:
| Insegna                             | Spagna | Portogallo | Altri paesi |
| ----------------------------------- | ------ | ---------- | ----------- |
| Grandi magazzini El Corte Inglés    | 74     | 2          | ‒           |
| Supermercati El Corte Inglés        | 52     | 2          | ‒           |
| Hipercor                            | 37     | ‒          | ‒           |
| Sfera                               | 175    | 10         | 305         |
| Outlet                              | 54     | 1          | ‒           |
| T. Sportown                         | 1      | ‒          | ‒           |
| T. TMJ                              | 2      | ‒          | ‒           |
| Bricor                              | 66     | 2          | ‒           |
| Delegazione El Corte Inglés Aziende | 15     | ‒          | ‒           |
| Supercor supermercati               | 189    | 6          | ‒           |
| Gruppo Viaggi El Corte Inglés       | 557    | 19         | 157         |
| Gruppo SICOR                        | 12     | 1          | ‒           |
| Editoriale CERA                     | 1      | ‒          | ‒           |
| Totale Punti di Vendita             | 1.245  | 43         | 462         |

## Galleria d'immagini

I negozi
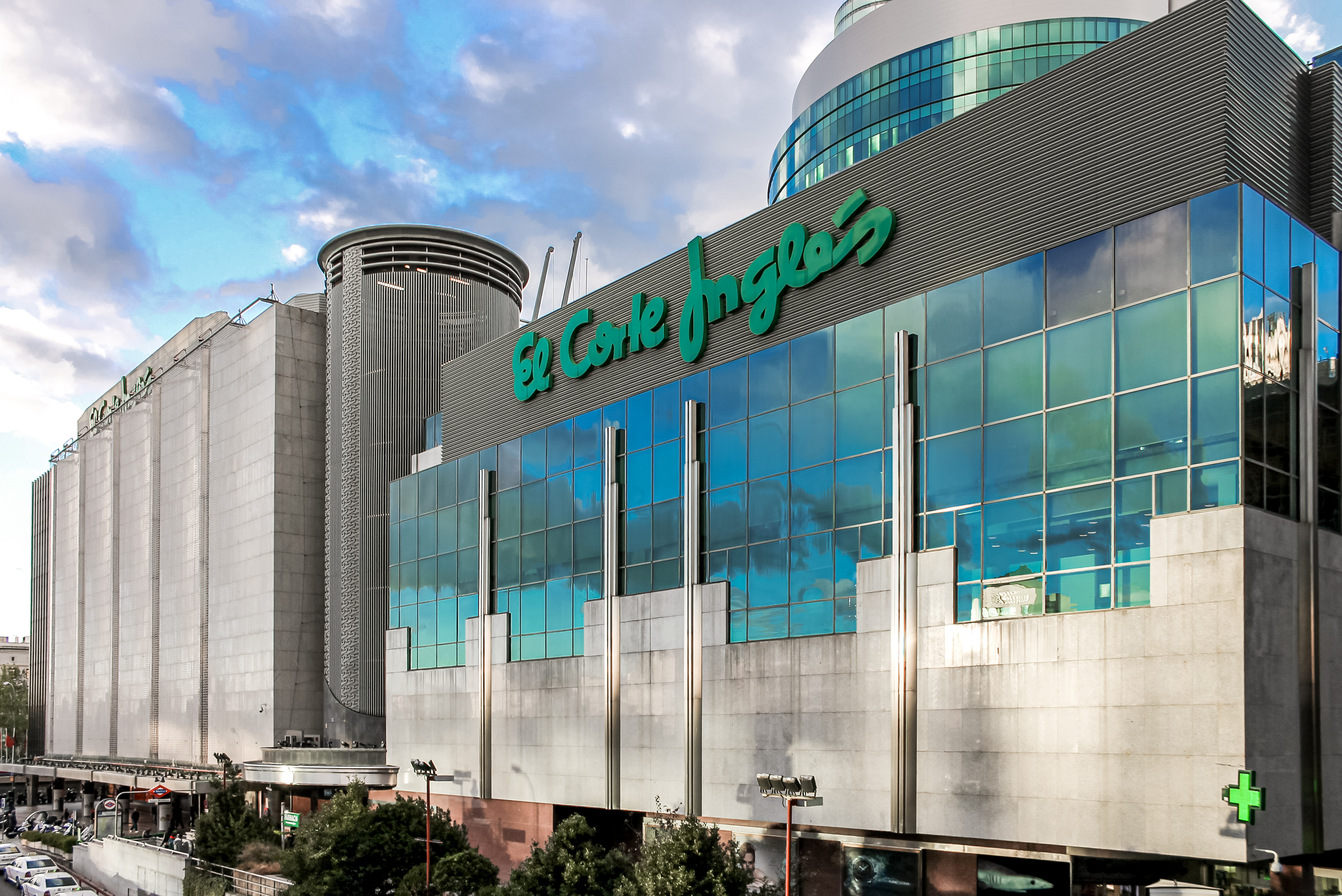
Il negozio sul Paseo de la Castellana a Madrid.
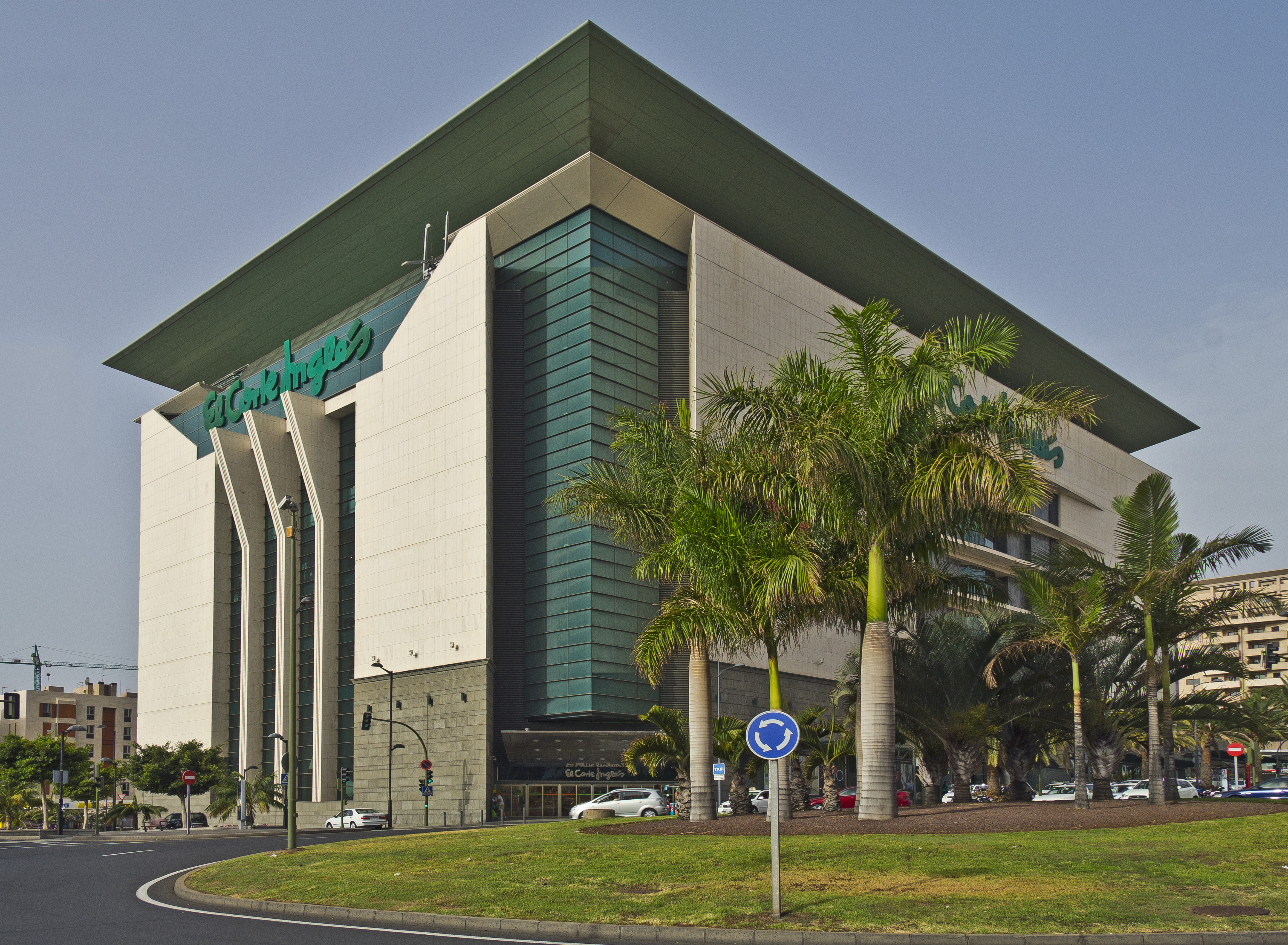
El Corte Inglés di Santa Cruz de Tenerife.
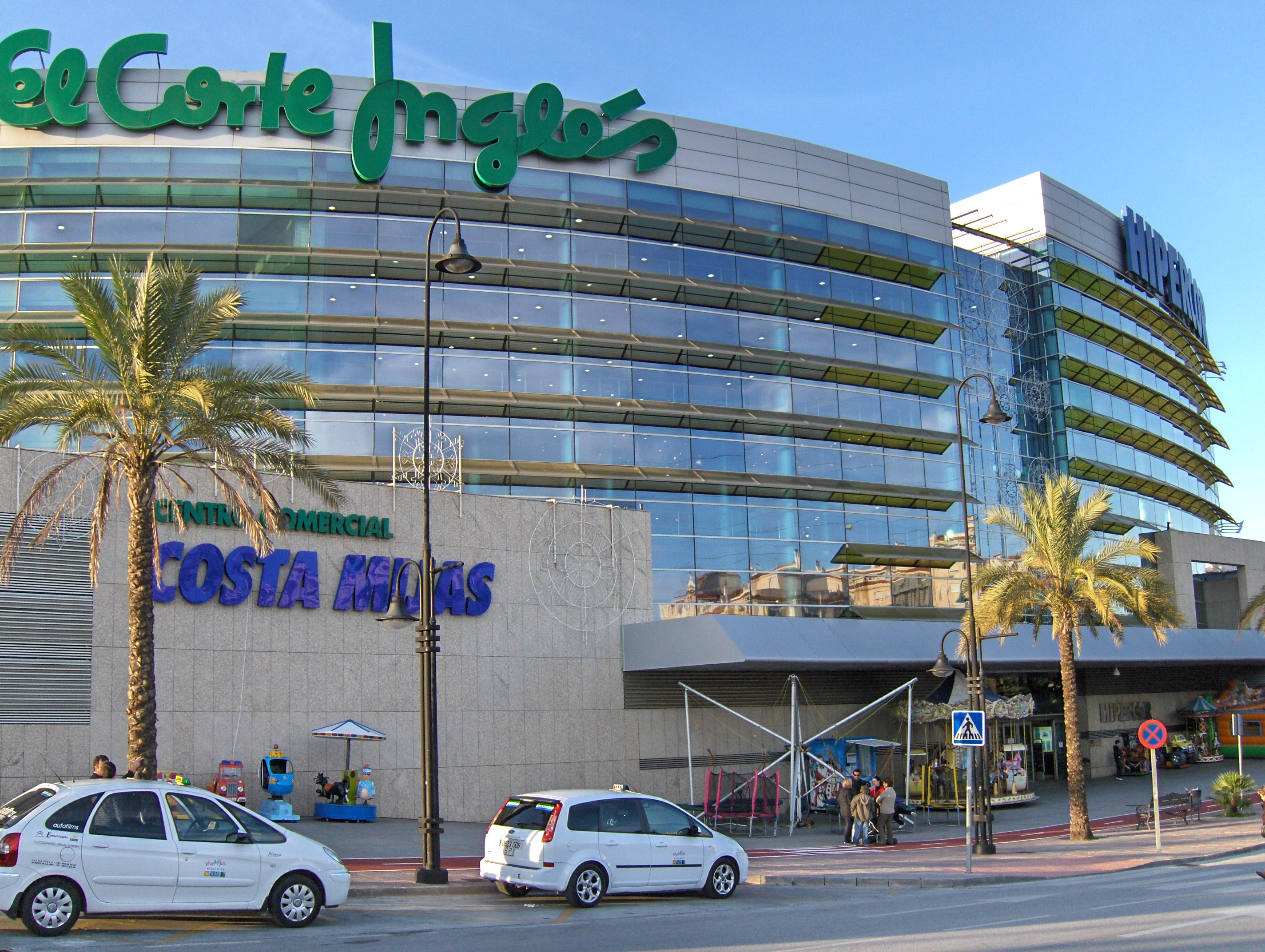
El Corte Inglés a Las Lagunas a Mijas.
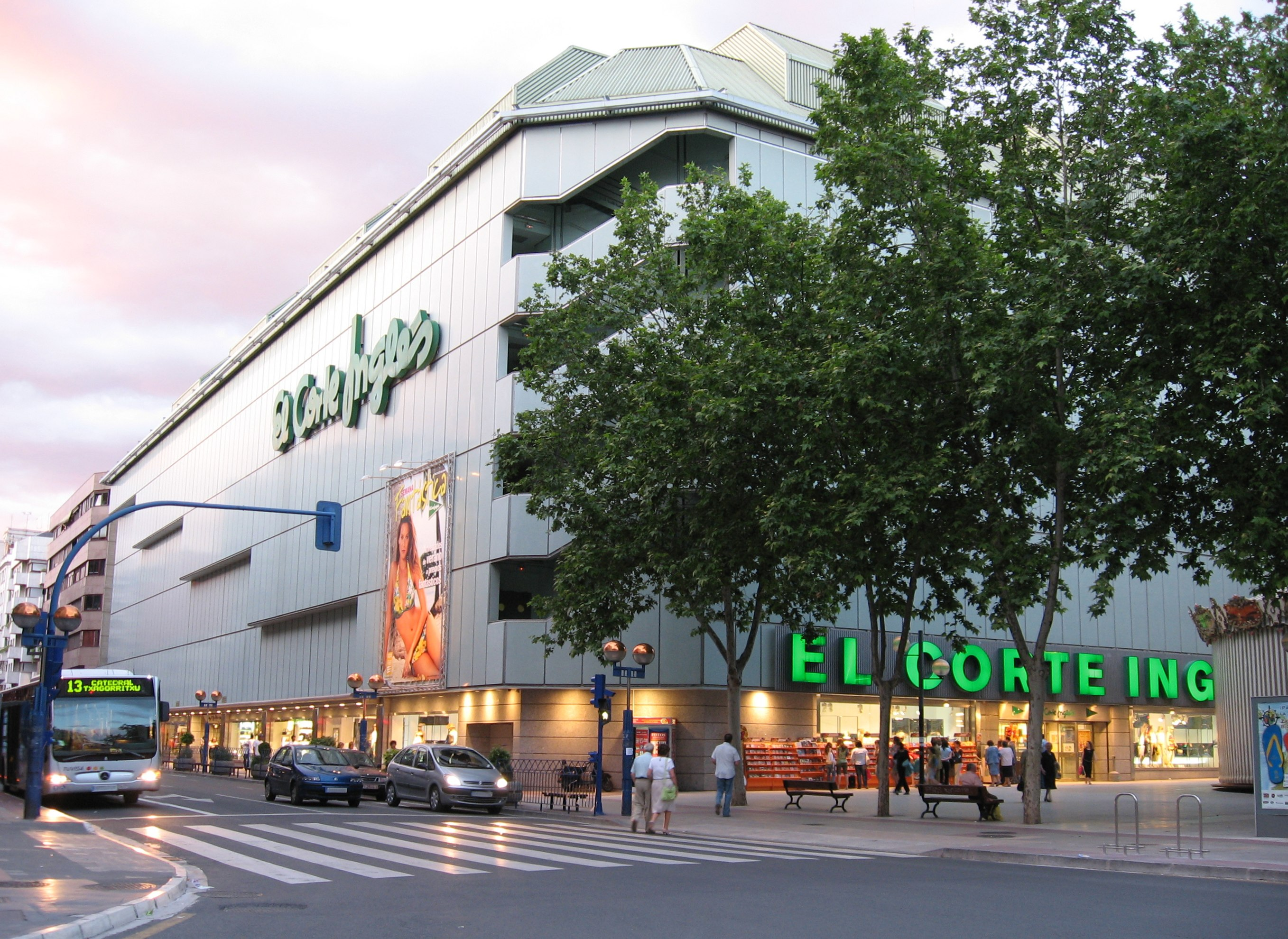
El Corte Inglés di Vitoria.
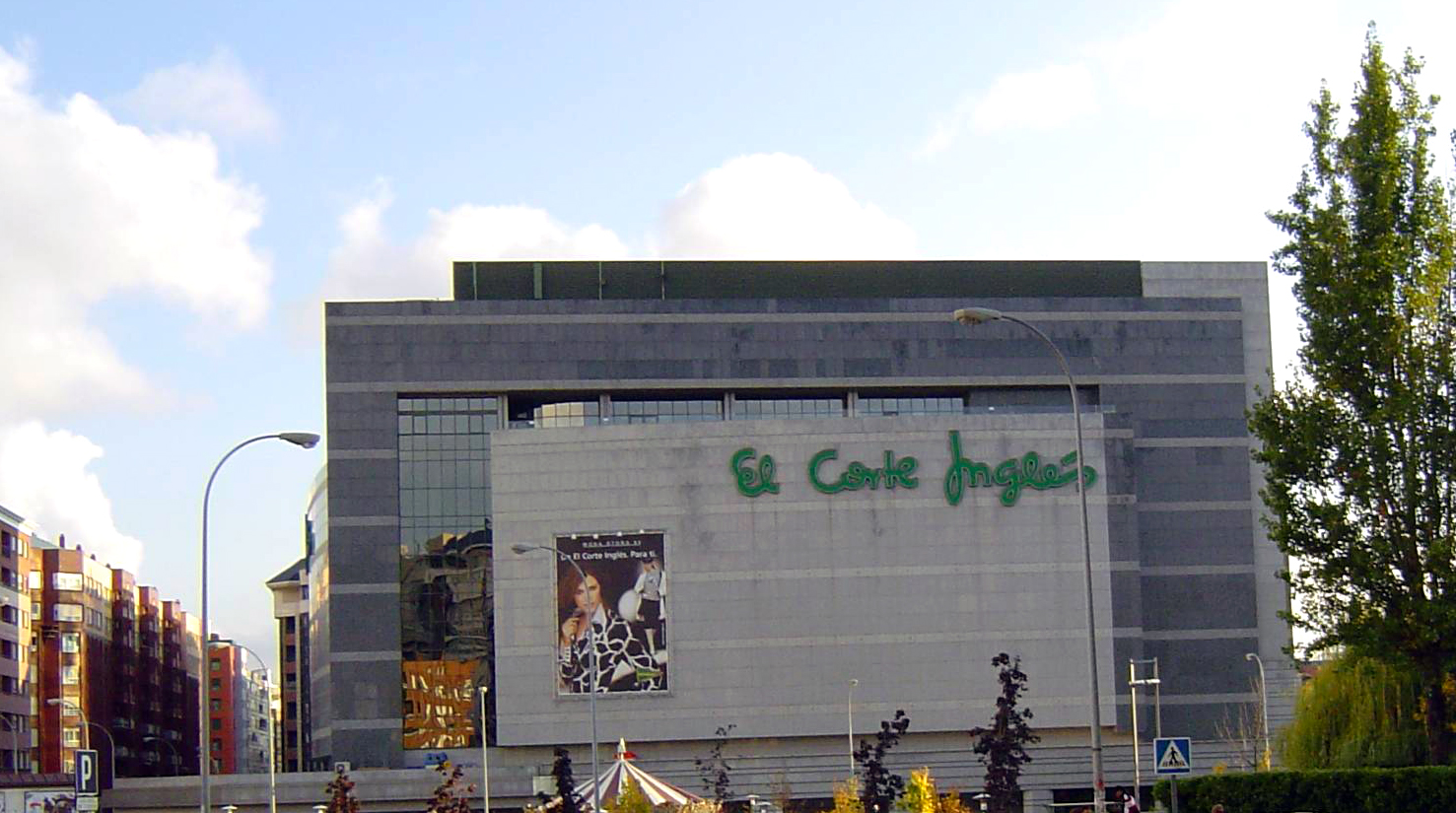
El Corte Inglés di León.
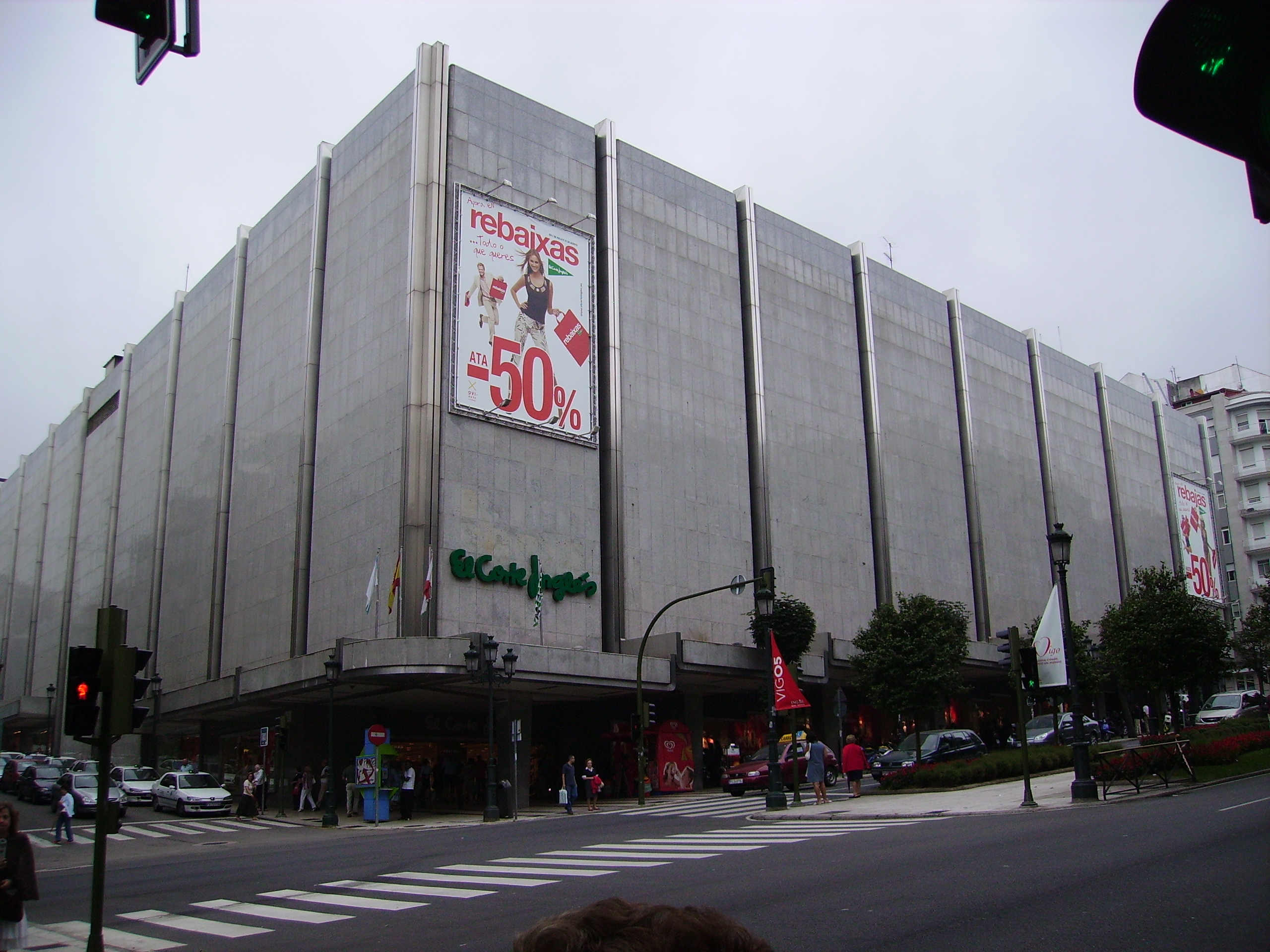
El Corte Inglés di Vigo.
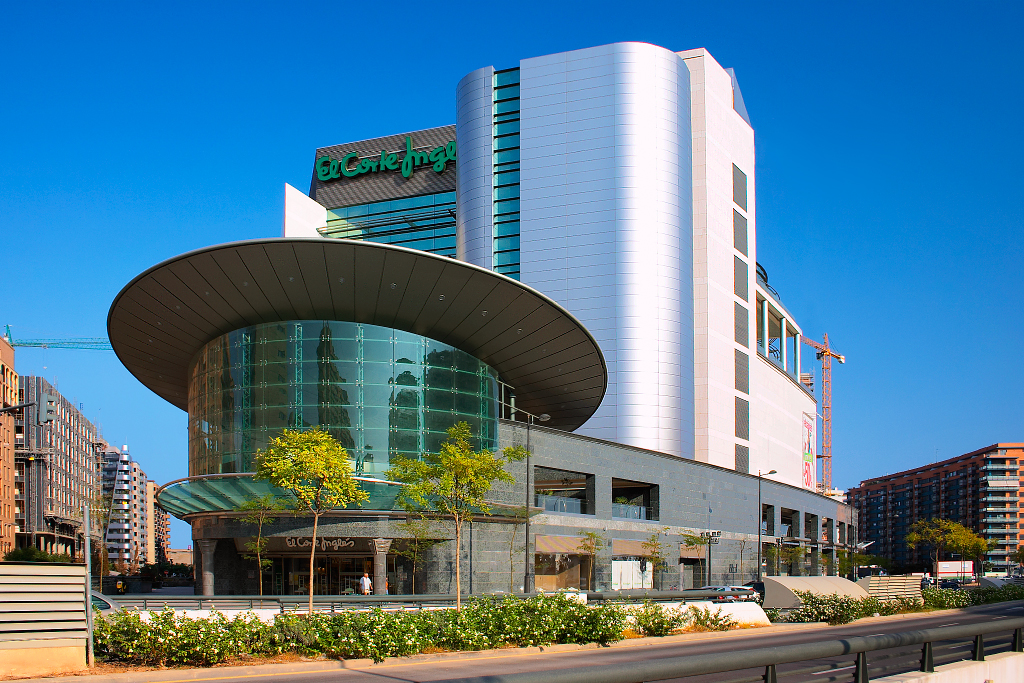
El Corte Inglés su Avenida de Francia a Valencia.
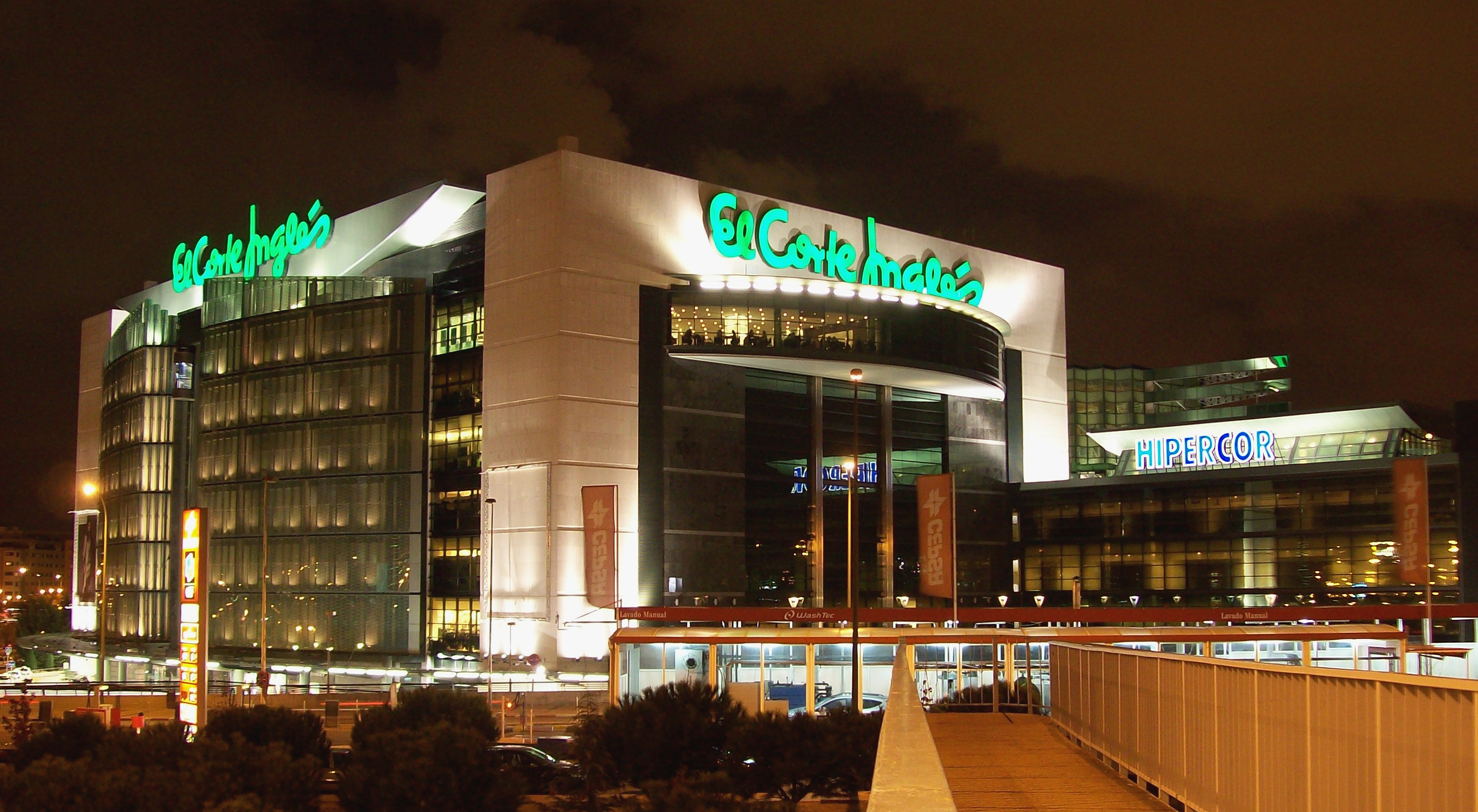
El Corte Inglés al Centro Comercial Sanchinarro di Madrid.
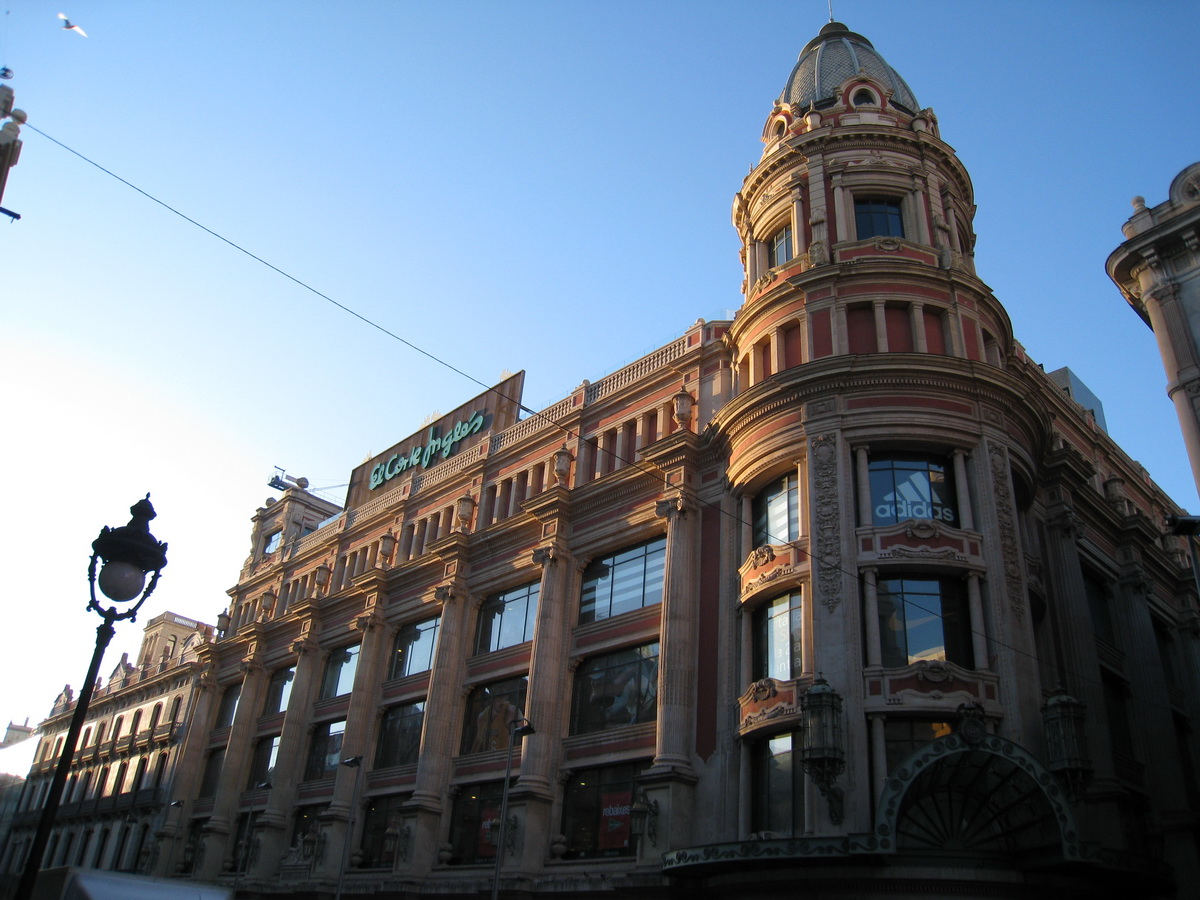
El Corte Inglés di Portal de l'Àngel a Barcellona.